# TSBニュース NNN
『TSBニュース NNN』（ティーエスビーニュースエヌエヌエヌ）とはテレビ信州にて1991年4月1日から1996年3月31日にかけて放送されたお昼のニュース番組（=NNN昼のニュースのテレビ信州タイトル差し替え）。
なお、番組初期の頃は『TSB昼のニュース NNN』（ティーエスビーひるのニュースエヌエヌエヌ）と言うタイトルで放送されたことがある。

## 放送時間

### 前期
- 月～日曜日 11:30～11:45（JST）

### 後期
- 月～土曜日 11:30～11:50（JST）
- 日曜日 11:30～11:40（JST）